# Sörån
Sörån är ett av Ålsåns två största källflöden i Byskeälvens huvudavrinningsområde (det andra är Lappträskån i norr). Längd ca 15 km. Ån rinner upp i Brännbergsmyran  cirka en halvmil väster om Glommersträsk, och strömmar därifrån åt ostsydost förbi Moräng mot Ullbergsträsket, där den mynnar i Söråviken.
Där ån rinner igenom de gamla jordbruksområdena vid Glommersträsk, alltså i Arvidsjaurs kommun i Lappland, är den till stor del kraftigt rätad och dikad. Men sedan, inom Västerbotten och Skellefteå kommun slingrar den sig ostört och anspråkslöst genom stora myrområden, främst Söråmyran, innan den först vidgar sig till några små sel och därefter till en tydlig mynning i Ullbergsträsket.